# Bihandling
Bihandling är en del av en handling i till exempel en bok eller en film som inte har med huvudhandlingen att göra, det vill säga en sorts utfyllnad som en sidoberättelse.